# Fófeld

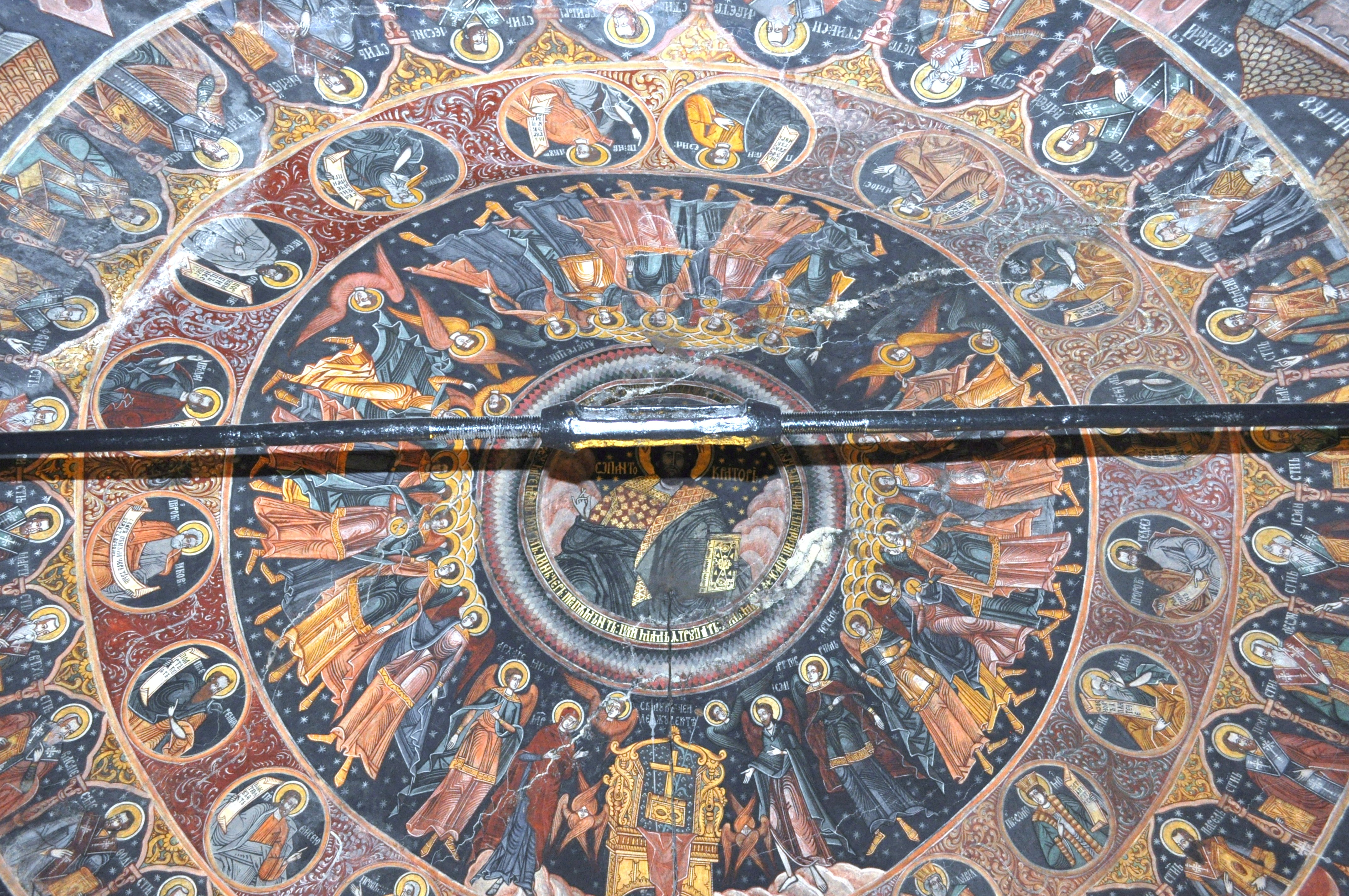

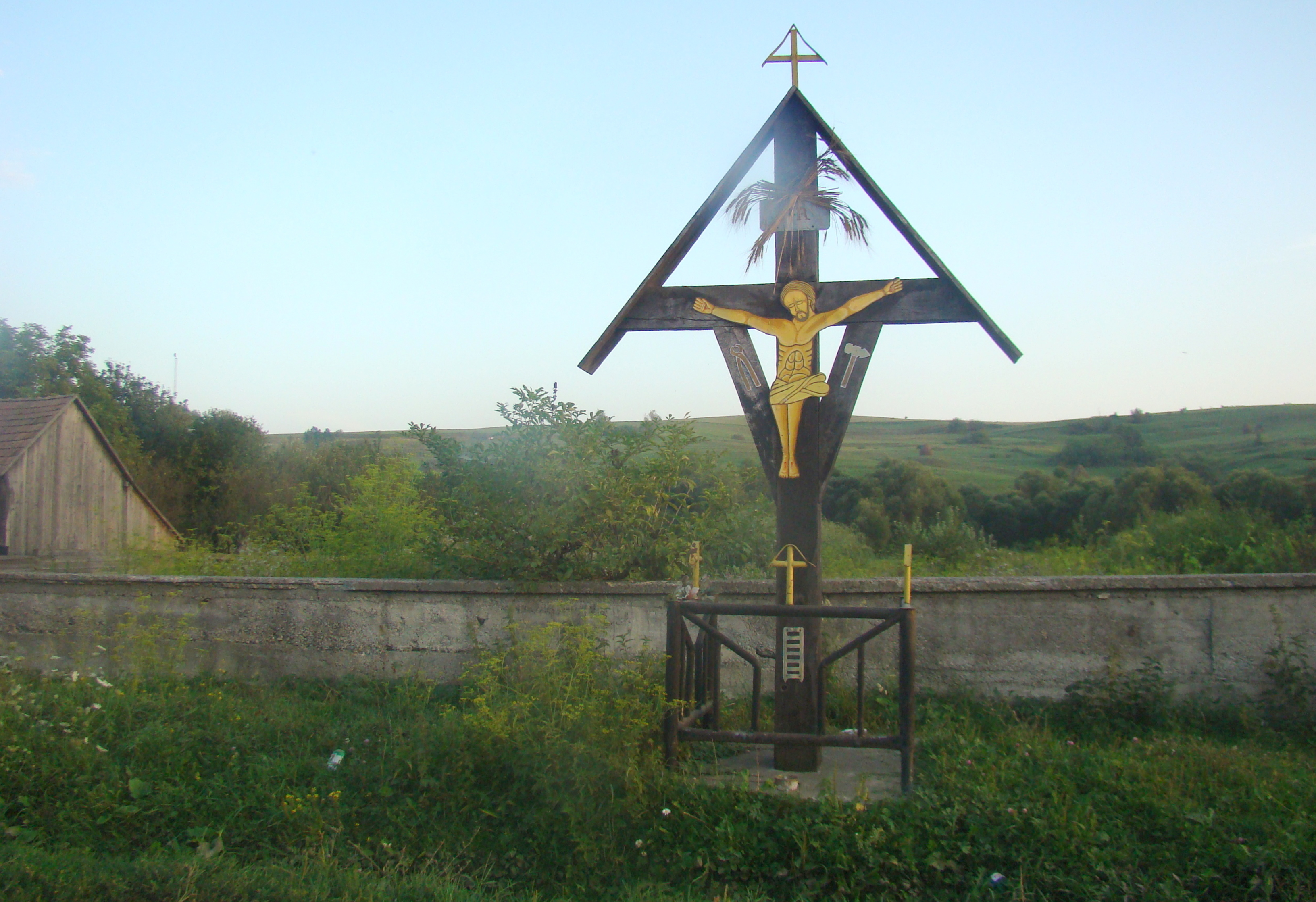

Fófeld, 1910-től 1918-ig Hóföld (románul: Fofeldea, németül: Hochfeld, erdélyi szász nyelven Hiufält) falu Romániában, Erdélyben, Szeben megyében. Közigazgatásilag Újegyház községhez tartozik.

## Nevének eredete
Neve a német hoch ('magas') és Feld ('mező') összetételéből való. Valószínű, hogy a középkori német ejtésben a h és f kezdőhang váltakozott, mert a román és a magyar is f-fel vette át a nevet. Először latin fordításban mint Altus Campus (1332–35), majd mint Fofeld (1342), Hofeld és Hofold (1382), Fö-Feld (1433), Hoeweld (1488), Hoewelt (1508) tűnt fel. A helységnévrendezés során a magyar hó és föld szavak beleértésével állapítottak meg számára új nevet, amely ellen mind a község, mind a megye tiltakozott.

## Földrajz

### Fekvése, domborzat
A Hortobágy mellékpatakjának völgyében fekszik, hegyek veszik körül. Nagyszebentől 25 kilométerre keletre található.

## Népesség

### A népességszám változása
A falu népessége a második világháborút megelőző száz évben kilencszáz és ezer fő között ingadozott, az 1941-es népszámlálás óta azonban 60%-kal csökkent.

### Etnikai és vallási megoszlás
- 1880-ban 941 lakosából 894 volt román, 7 német és 40 egyéb (cigány) anyanyelvű; 845 ortodox és 89 görögkatolikus vallású.
- 2002-ben 387 lakosából 379 vallotta magát román és nyolc cigány nemzetiségűnek; valamennyien ortodox vallásúak voltak. (1992-ben még a lakosság egyharmada cigány nemzetiségűnek vallotta magát.)

## Története
A középkorban szász lakosságú falu volt Újegyházszékben. 1488-ban még 45 szász családfőt írtak össze belőle. 1532-ben már román falu, 56 családdal. A lakosság többségét az újkorban az ortodoxok alkották, de egy kisebb görögkatolikus gyülekezete is létezett, akik 1854-ben emeltek maguknak kőtemplomot. A faluban 1898-ban Cordiana néven takarék- és hitelintézet alakult. 1876-ban csatolták Újegyházszéktől Szeben vármegyéhez.

## Látnivalók
- Nagy Szent Vazul ortodox templomát 1804–08-ban Andreas és Thomas Krauss szebeni építőmesterek emelték. 1814-ben a szászházi Nicolae Grecu festette ki belülről.

## Híres emberek
- Itt született 1810-ben, a görögkatolikus pap fiaként August Treboniu Laurian filológus.